# Тленхори
Тленхори — село в Цумадинском районе Дагестана. Входит в состав сельского поселения Хуштадинский сельсовет.

## География
Село находится на правом, противоположном относительно районного центра — села Агвали, берегу реки Андийское Койсу, в 3,5 км к северо-западу от центра сельского поселения — села Хуштада.

## Население
| 1939 | 1970 | 1989 | 2002 | 2003 | 2004 | 2007 |
| ---- | ---- | ---- | ---- | ---- | ---- | ---- |
| 9    | ↗39  | ↗99  | ↗246 | →246 | ↘181 | ↗391 |
| 2010 | 2021 |      |      |      |      |      |
| ↗512 | ↗643 |      |      |      |      |      |

Население села — багвалинцы